# Вучинич, Мирко
Ми́рко Ву́чинич (черног. Мирко Вучинић / Mirko Vučinić; 1 октября 1983, Никшич, СФРЮ) — черногорский футболист, нападающий.

## Клубная карьера
Молодой Вучинич показывал неплохие способности и был приобретён командой «Лечче», где составил ударную пару форвардов с молодым и перспективным Валерием Божиновым. В четвёртом сезоне 21-летний Мирко забил 19 голов в 28 играх. В следующем сезоне он забил 9 голов в 31 матче.

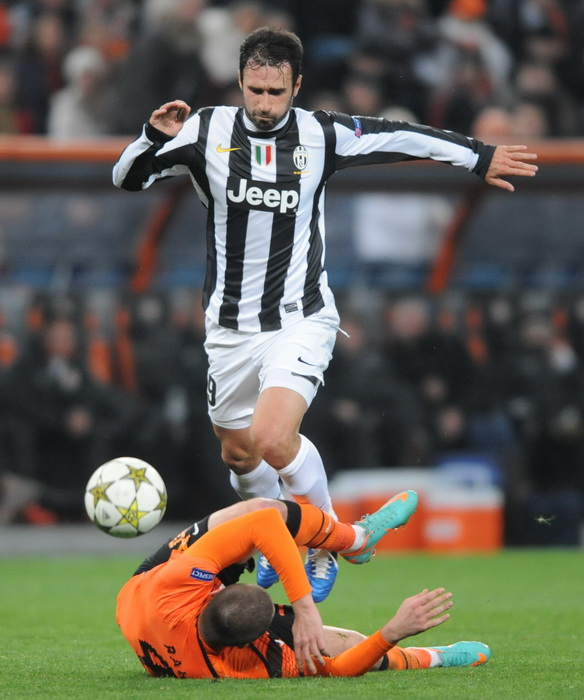
Вучинич в составе «Ювентуса»

30 августа 2006 года Вучинич отправился в аренду в «Рому» за 3,25 миллиона евро. За «Ромой» оставалась право выкупа трансфера по окончании сезона за дополнительные 3,75 млн евро. В течение его первого сезона в «Роме» он не показывал ничего особенного, из-за травм ему дважды делали операцию на левом колене. К тому же ему сложно было конкурировать с Франческо Тотти. Несмотря на это Вучинич проявил себя: он забил 3 гола: 1-й гол в матче против «Сиены», который завершился 1:0 28 января 2007 года, 2-й гол он забил в ворота «Манчестер Юнайтед» в игре Лиги чемпионов 4 апреля 2007 года, 3-й гол был забит «Катании» в игре Серии A.
1 августа 2011 года Вучинич стал игроком туринского «Ювентуса», заключив контрактом сроком на 4 года с зарплатой в 3 миллионов евро за сезон, сумма отступных за игрока составила 15 млн евро, которые будут выплачиваться в течение трёх лет. В сезоне 2011/12 забил 9 мячей в 32 матчах..
В начале июля 2014 года Мирко Вучинич перешёл в клуб «Аль-Джазира». На продаже форварда туринский клуб заработал 6,3 млн евро, а сам Вучинич заключил с арабским клубом 3-летнее соглашение.

## Карьера в сборной
Сыграл 3 матча за сборную Сербии и Черногории, числился в списке футболистов, которые должны были поехать на чемпионат мира 2006, однако из-за травмы не попал в окончательную заявку сборной.

## Достижения

### Командные
«Рома»
- Обладатель Кубка Италии (2): 2006/07, 2007/08
- Обладатель Суперкубка Италии: 2007

«Ювентус»
- Чемпион Италии (3): 2011/12, 2012/13, 2013/14
- Обладатель Суперкубка Италии (2): 2012, 2013

### Личные
- Футболист года в Черногории (7): 2006, 2007, 2008, 2010, 2011, 2012, 2013

## Интересные факты
- В матче со сборной Швейцарии отпраздновал гол, надев шорты на голову, за что ему была показана жёлтая карточка[7]. Таким же образом поступил отличившись сотым голом в Серии А в составе «Ювентуса» в 2013 году, за что также был наказан[8].

## Личная жизнь
Мирко женат на Стефании. Бракосочетание прошло 1 июля 2013 года.